# Coupe Spengler 1984
Navigation
Édition précédente Édition suivante
La Coupe Spengler 1984 est la 58e édition de la Coupe Spengler. Elle se déroule en décembre 1984 à Davos, en Suisse.

## Règlement du tournoi
Les équipes sont regroupés au sein d'un seul groupe. Les équipes jouent un match contre chacune des autres équipes. Le premier de la poule est déclaré vainqueur de la Coupe Spengler.

## Résultats des matchs et classement
| Clt   | Équipe              | PJ | V | D | N | BP | BC | Pts |
| ----- | ------------------- | -- | - | - | - | -- | -- | --- |
| +001, | Canada              | 4  | 3 | 1 | 0 | 17 | 10 | 6   |
| +002, | Dukla Jihlava       | 4  | 2 | 1 | 1 | 20 | 10 | 5   |
| +003, | HC Davos            | 4  | 1 | 2 | 1 | 11 | 28 | 3   |
| +004, | Khimik Voskressensk | 4  | 1 | 2 | 1 | 14 | 13 | 3   |
| +005, | Schwenningen ERC    | 4  | 1 | 2 | 1 | 12 | 13 | 3   |

- Vainqueur de la compétition